# Nenad Maslovar
Nenad Maslovar (1967. február 20. –) montenegrói válogatott labdarúgó.

## Nemzeti válogatott
A jugoszláv válogatottban 3 mérkőzést játszott.

## Statisztika
| Montenegrói válogatott | Montenegrói válogatott | Montenegrói válogatott |
| Időszak                | Mérk.                  | gól                    |
| ---------------------- | ---------------------- | ---------------------- |
| 1997                   | 3                      | 0                      |
| Összesen               | 3                      | 0                      |